# Michail Jurjewitsch Lermontow

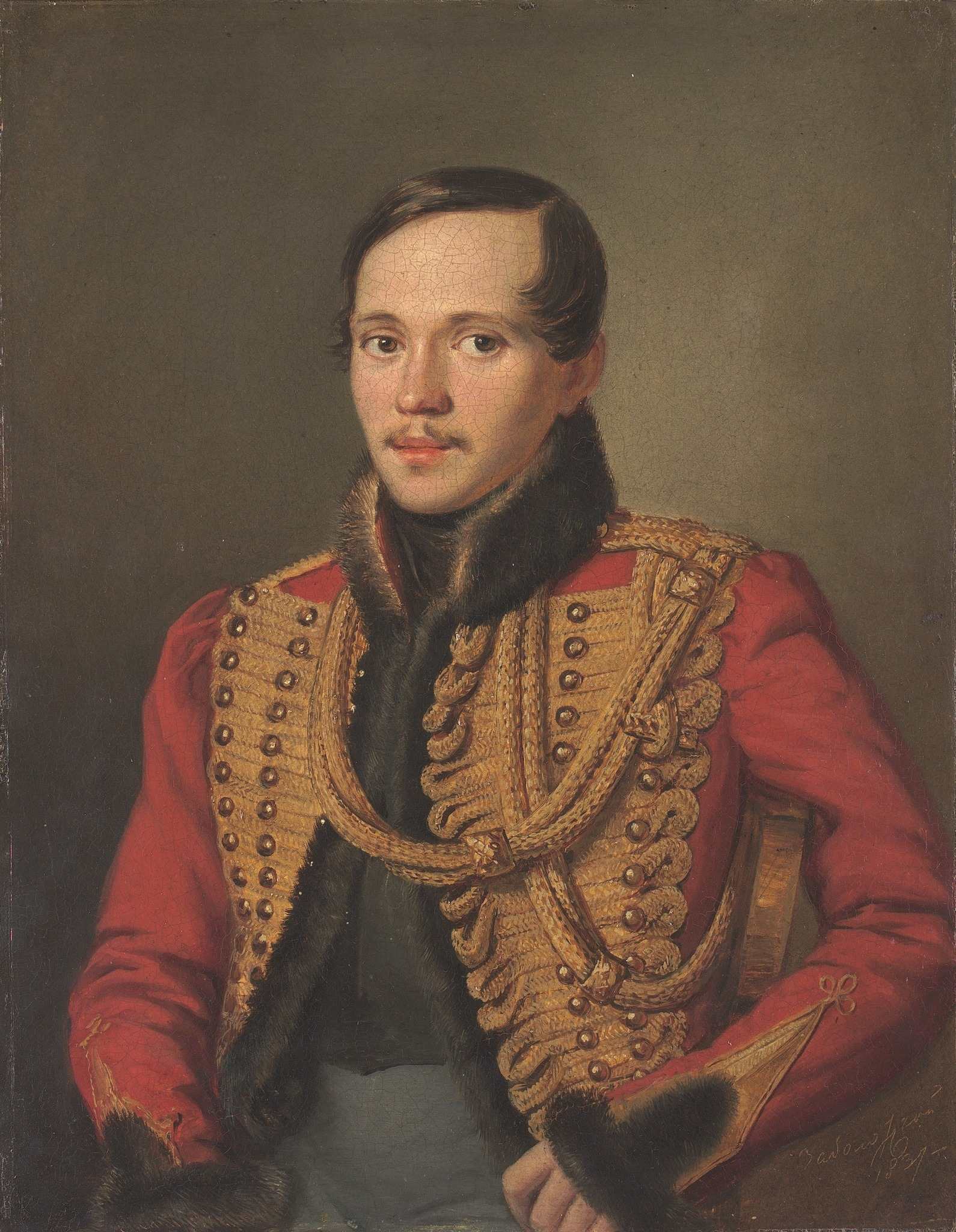
Michail Jurjewitsch Lermontow (1837)

Michail Jurjewitsch Lermontow (russisch Михаи́л Ю́рьевич Ле́рмонтов; wissenschaftliche Transliteration Michail Jur'evič Lermontov; * 3. Oktoberjul. / 15. Oktober 1814greg., Moskau; † 15. Julijul. / 27. Juli 1841greg. im Duell in Pjatigorsk) war ein russischer Dichter. Neben Alexander Puschkin und Fjodor Tjuttschew ist er in der russischen Literatur einer der bedeutendsten Vertreter der Romantik.

## Name
Der Familienname Lermontow geht auf den schottischen Söldner George Learmonth zurück, der im Polnisch-Russischen Krieg 1613 als Kriegsgefangener nach Russland gekommen und in russische Militärdienste getreten war.

## Leben
Michail Jurjewitsch Lermontow wurde am 15. Oktober 1814 in Moskau geboren. Nach dem frühen Tode der Mutter wuchs er auf dem Gut seiner Großmutter Jelisaweta Alexejewna Arsenjewa im Gouvernement Pensa ohne seinen Vater auf. Sie förderte und betreute ihren Enkel auch später während seiner literarischen Karriere. Familiäre Streitigkeiten über das geerbte Vermögen hinterließen in dem heranwachsenden Knaben eine Abneigung gegenüber der Macht des Geldes. Das Leben auf dem Gut seiner Großmutter brachte ihn in Kontakt mit der Welt der leibeigenen Bauern und weckte sein Verständnis für ihre oftmals verzweifelte Lage.

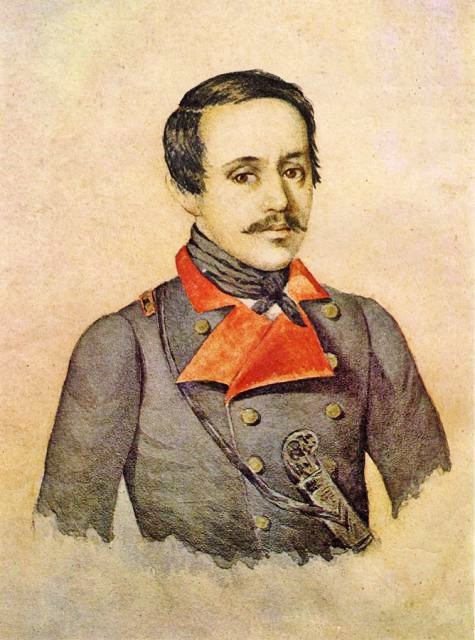
Michail Lermontow, zwei Monate vor seinem Tode aquarelliert von Kirill Gorbunow

Beim Studium an der Moskauer Universität mit einer Vollpension, die normalerweise nur Adeligen zuteilwurde, begann der Vierzehnjährige unter Anleitung seiner Lehrer Dmitri Dubenski, Alexei Mersljakow und Semjon Raitsch Gedichte zu schreiben. Von 1828 bis 1832 studierte er an der Universität Moskau. Bis zu seinem Ausschluss aus der Universität im Jahre 1832, zu dem es wegen Unstimmigkeiten mit Professoren gekommen war, schrieb er mehr als 200 Gedichte. Diese Jugendgedichte, zwischen 1828 und 1832 im Lyrischen Tagebuch gesammelt, sind frühreif, gedankenschwer, klangvoll, melodisch und emotional zugleich. Sie spiegeln das Verhältnis eines lyrischen Helden zu seiner Umwelt wider, die ihm bedrohlich und düster erscheint.
Anschließend besuchte Lermontow eine Kavallerieschule in Sankt Petersburg und wurde 1834 einem Leibgarde-Husarenregiment in Zarskoje Selo zugewiesen.
Lermontow widmete 1837 sein Gedicht Der Tod des Dichters dem russischen Nationaldichter Alexander Puschkin, der im Duell tödlich verletzt worden war. Daraufhin wurde Lermontow zu einem Militärregiment in den Kaukasus verbannt, wo er den Kaukasus und den Krieg des russischen Zarenreiches gegen die dort ansässige Bevölkerung miterlebte. 1838 durfte er nach Sankt Petersburg zurückkehren. Sein Duell mit dem Franzosen Ernest de Barante führte zur abermaligen Versetzung in den Kaukasus. Dort fand Lermontow im Juli 1841 im Duell mit dem Major Nikolai Martynow den Tod durch einen Herzschuss. Unter Zeitgenossen kam der Verdacht auf, dass der provozierte Streit, der zum Duell führte, ein Komplott zur Ermordung Lermontows gewesen sei.

## Künstlerisches Schaffen
In seinen Jugendgedichten wie z. B. Der Gefangene im Kaukasus (1829) ahmte er noch Puschkin nach. Sein Stil wurde jedoch recht schnell souverän, was sich auch im Wechsel der behandelten Themen zeigte, beispielsweise im Gedicht Das Segel (1832).
In Gedichten wie Es kommt der Tag (1831) oder Der letzte Sohn der Freiheit (1832) spiegelte der Dichter mit großer Kraft Gedanken und Gefühle von Mitgliedern der aufbegehrenden Studentenzirkel wider; seine Empörung über die Leibeigenschaft, den Hass gegen zaristische Selbstherrschaft und sein leidenschaftliches Streben nach Freiheit. Jelisaweta Schaschina schuf aus Gedichten Lermontows populäre Romanzen.
In seinem 1832–1834 geschriebenen und unvollendet gebliebenen Roman Wadim beschrieb er den Pugatschow-Aufstand. Darin setzte er sich für unterdrückte Bauern ein. In dem um 1835 geschriebenen vieraktigen Versdrama Maskerade griff Lermontow die höchste Adelsgesellschaft an, weshalb die Zarenzensur dessen Veröffentlichung unterband.

Tiflis, Gemälde von Michail Lermontow, 1837

Während seiner Versetzung in den Kaukasus machte er Bekanntschaft mit verbannten Dekabristen und georgischen Intellektuellen. Eindrücke vom Leben und den Sitten der Bergvölker und der dortigen Natur stärkten seine Schaffenskraft und lieferten neue Themen. Dichtungen wie Die Fürstin Ligowskaja (1836), Kerib, der Spielmann (1837), Borodino (1837), Das Lied von dem Zaren Iwan Wassiljewitsch, von seinem Leibwächter und dem kühnen Kaufherrn Kalaschnikow (1837), Mzyri mit Bezug auf Pjotr Sacharowitsch Sacharow-Tschetschenez (1840), Der Dämon (1841) oder Mein Vaterland (1841) stammen aus dieser Zeit.

„Ihre Sagen und ihre Geschichte hat die russische Literatur nicht ausgeschöpft. […] Lermontow […] verfasste in Sprachfluss, Versmaß und Lexik des Volkes ein historisches Epos: das Lied über den Kaufmann Kalaschnikow. Doch mit dieser höchsten Stufe – wunderschön ist dieses epische Lied und groß seine Bedeutung in der russischen Literaturgeschichte – endete denn auch die Verwendung des geistigen Erbes des Volkes und die Fortsetzung des geistigen Lebens des Volkes im modernen Leben.“

In dem Roman Ein Held unserer Zeit (1840) wird die Tragödie der gebildeten und freiheitlich denkenden Jugend seiner Zeit geschildert, die aufgrund des gesellschaftlichen Stillstands unzufrieden war, sich vereinsamt fühlte und das Leben als nichtig ansah. Mit diesem Werk schuf er wichtige Voraussetzungen für die Entwicklung eines psychologischen Romans in Russland als Genre und gilt damit als Begründer des russischen Realismus.

## Nachwirkung
1981 wurde der Asteroid (2222) Lermontov nach Michail Lermontow benannt.
In der  Kriminalkomödie Ein Fisch namens Wanda aus dem Jahr 1988 rezitiert die Figur  Archie (gespielt von John Cleese) eine längere Passage aus Lermontows Gedicht Молитва („Gebet“).

## Werke

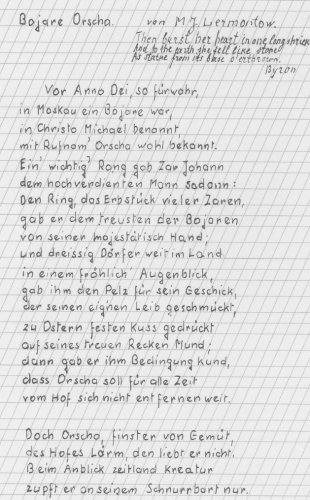
Übersetzung des Gedichtes Bojare Orscha von Michail Jurjewitsch Lermontow durch Jurij A. Treguboff veröffentlicht in Der Dämon

- Michaïl Lermontoff’s Poetischer Nachlaß, zum Erstenmal in den Versmaßen der Urschrift mit Hinzuziehung der bisher unveröffentlichten Gedichte aus dem Russischen übersetzt und mit einem biographisch-kritischen Schlußworte versehen von Friedrich Bodenstedt. Verlag der Deckerschen Geheimen Ober-Hofbuchdruckerei, Berlin 1852 (Digitalisate von Band 1 und Band 2 im Internet Archive)

- Gedichte von M. J. Lermontoff. Im Versmaß des Originals von Friedrich Fiedler. Reclam, Leipzig [1893], S. 107 f. (= Universal-Bibliothek, Bd. 3051; Digitalisat im Internet Archive)
- Lermontows Werke, hrsg. v. Arthur Luther. Bibliographisches Institut, Leipzig 1922
- Der Tscherkessenknabe. Staatsverlag der ASSRdWD, Engels 1937
- Taman. Leinmüller, Wien 1947
- Einsam tret ich auf den Weg, den leeren. Gedichte. Reclam, Leipzig 1985
- Wadim: Romanfragment. Kiepenheuer, Leipzig/Weimar 1985
- Ausgewählte Werke in 2 Bänden. Rütten & Löning, Berlin 1987, ISBN 3-352-00097-2, 3-352-00096-4
- Schenk mir doch des Tages Glanz. Ausgewählte Gedichte. Fischer, Frankfurt am Main 1991, ISBN 3-89406-426-9
- Der Dämon. Eine orientalische Erzählung. Institut für Slawistik, Jena 2000, ISBN 3-9805226-3-6
- Ein Held unserer Zeit. Insel-Verlag, Frankfurt am Main und Leipzig 2003, ISBN 3-458-34665-1
- Ein Held unserer Zeit. Aus dem Russischen übersetzt und herausgegeben von Peter Urban. Friedenauer Presse, Berlin 2006, ISBN 3-932109-46-5

## Literatur

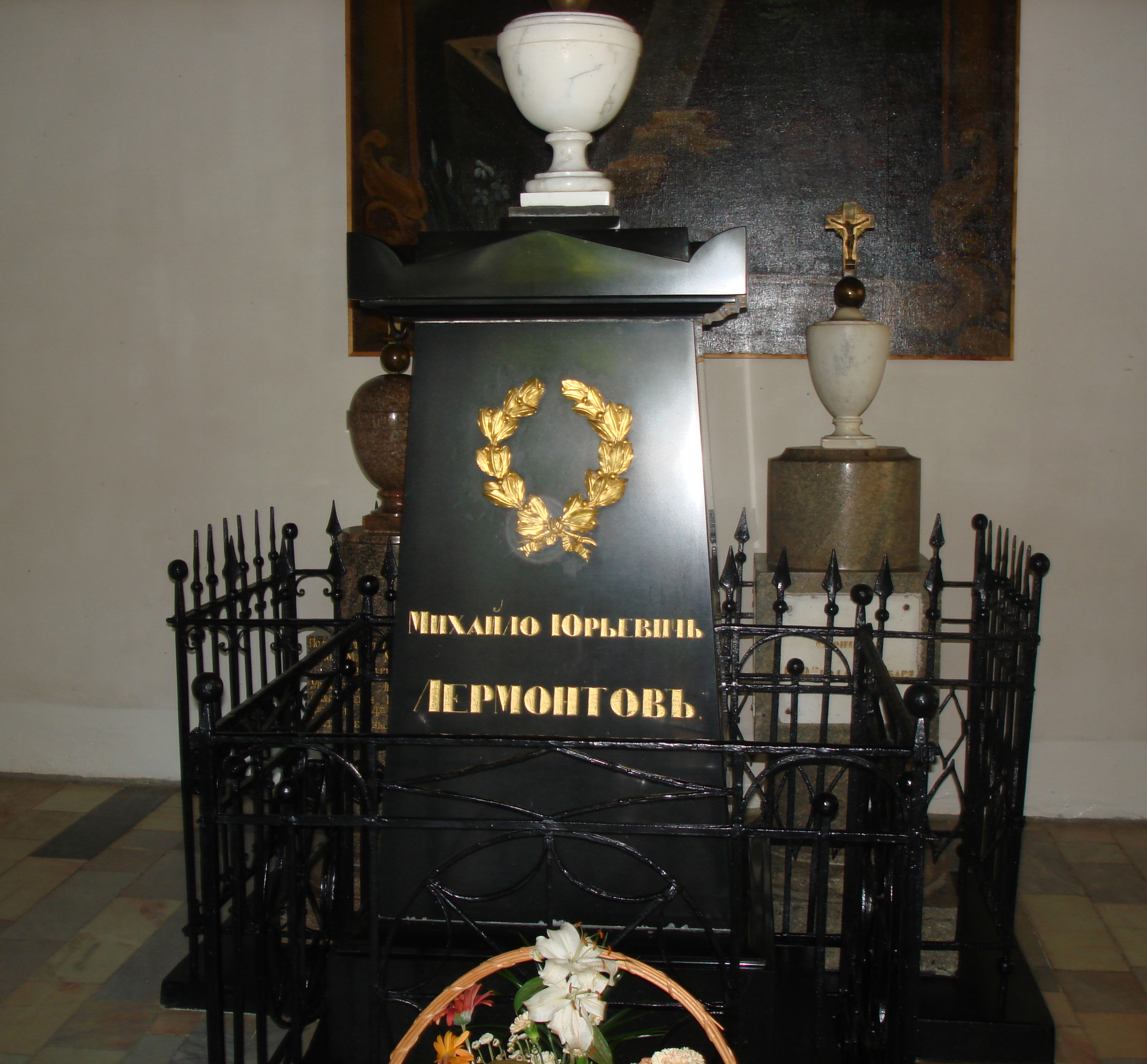
Lermontows Grab (Tarchany)

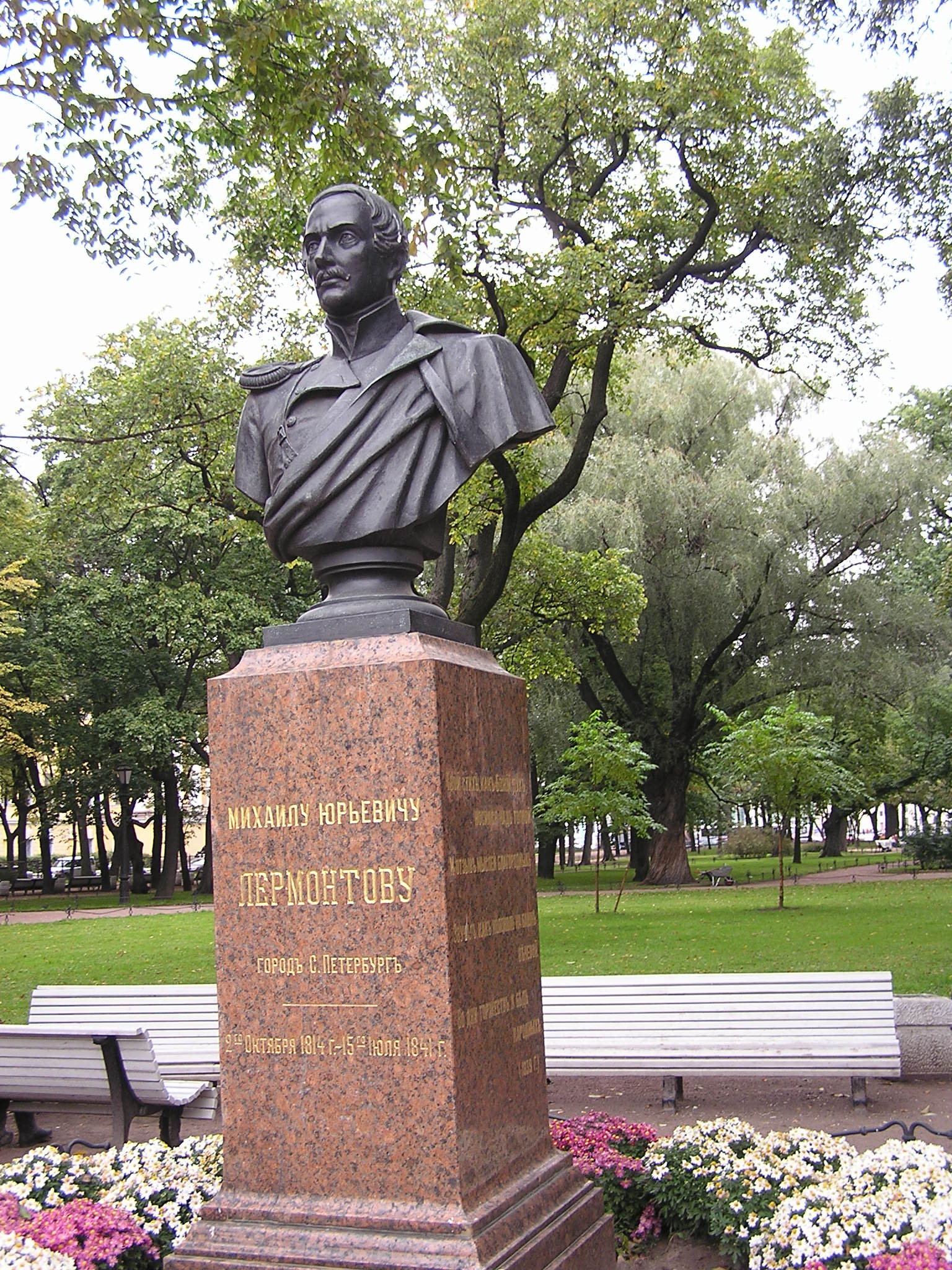
Lermontow-Denkmal (W. P. Kreitan, 1896), Alexander-Garten, St. Petersburg